# Otávio Aguiar de Medeiros
Otávio Aguiar de Medeiros (em grafia antiga Octávio Aguiar de Medeiros) ComA • GCA (Rio de Janeiro, 22 de outubro de 1922 — Brasília, 5 de setembro de 2005) foi um general-de-exército do Exército Brasileiro, que foi Ministro-Chefe do Serviço Nacional de Informações (SNI) durante o governo João Figueiredo. Otávio Medeiros foi atuante na Operação Condor (1975-1981) e condenado pela Justiça da Itália em 2007, por envolvimento na morte de cidadãos italianos.

## Biografia
Graduou-se aspirante-a-oficial de Artilharia em 1943, pela Escola Militar do Realengo. Em sua carreira, exerceu inúmeras funções, sendo instrutor-chefe do Curso de Artilharia da Academia Militar das Agulhas Negras (AMAN); comandante do Centro de Preparação de Oficiais da Reserva (CPOR) de Belo Horizonte, estado de Minas Gerais; a 10 de Novembro de 1972 foi feito Comendador da Ordem Militar de Avis de Portugal; e adido militar junto à Embaixada do Brasil em Israel em 1973/1974, quando se deu a Guerra do Yom Kippur.
Como oficial general dirigiu a Escola Nacional de Informações (EsNI) de 1975 a 1978 e chefiou o Serviço Nacional de Informações (SNI) de 1978 a 1985, período em que colaborou com a Operação Condor. A 22 de Setembro de 1981 foi elevado a Grã-Cruz da Ordem Militar de Avis de Portugal. Já como general-de-exército, foi Comandante Militar da Amazônia (CMA) e chefiou o Departamento-Geral do Pessoal (DGP), sendo transferido para a reserva em 1987.
Como diretor do Serviço Nacional de Informações (SNI), adquiriu notoriedade nacional, graças à função de destaque no governo que o SNI adquirira e à confiança do presidente na sua pessoa, além do respeito e grande penetração que tinha nos setores civis e militares. Era considerado o principal canal de comunicação com o presidente João Figueiredo, de quem já era amigo desde os tempos do Golpe de 1964. Durante seu tempo no Serviço Nacional de Informações (SNI), dentre outros fatos importantes, ocorreram o atentado do Riocentro e o chamado "caso Suriname". Segundo a novela Yellow Cake, o General Otávio Aguiar de Medeiros foi um agente do Mossad no Brasil. Pouco depois de Israel bombardear o canteiro de obras de um reator nuclear, bem como uma central de pesquisas no Iraque, na madrugada de 7 de junho de 1981, o General Otávio Aguiar de Medeiros embarcou para Paris, onde teve uma reunião com militares israelenses.
O General Otávio Aguiar de Medeiros deixou o Serviço Nacional de Informações (SNI) em 1985, para assumir o Comando Militar da Amazônia,. cargo que exerceu entre 17 de abril de 1985 e 29 de agosto de 1986.
Em seguida, foi Chefe do Departamento-Geral do Pessoal, onde permaneceu de 3 de setembro de 1986 a 14 de agosto de 1987.
Pouco tempo antes de falecer, deu importante entrevista ao projeto "1964 - 31 de Março: O Movimento Revolucionário e sua História", da Biblioteca do Exército Editora.
Morreu em 5 de setembro de 2005, aos 82 anos de idade, em Brasília, no Distrito Federal.

## Condenação italiana
Em dezembro de 2000 a Justiça italiana iniciou o julgamento de diversos latino-americanos, entre eles, 13 brasileiros. Eram acusados pelo desaparecimento de três argentinos descendentes de italianos. Segundo as autoridades da Itália, há provas mais do que suficientes para demonstrar que a ditadura brasileira não só integrou a chamada Operação Condor – uma aliança entre as ditaduras da América do Sul montada para caçar e exterminar opositores desses regimes – como participou ativamente dela.
Por segredo de justiça, os resultados dos julgamentos e as punições dos criminosos, se houve, não foram noticiados. Em dezembro de 2007 foram decretadas por autoridades italianas, prisões preventivas dos 13 envolvidos, entre militares e civis, acusados de envolvimento na morte de dois cidadãos italianos no começo da década de 80. Segundo as autoridades da Itália, há provas mais do que suficientes para demonstrar que a ditadura brasileira não só integrou a chamada Operação Condor – como participou ativamente dela. Entre ele os já falecidos João Figueiredo (ex-presidente) e Octávio Aguiar de Medeiros (ex-chefe do SNI).